# Mian Ziaud Din
Mian Ziaud Din (* 30. Juli 1901 in Surkh Dehri, Khyber Pakhtunkhwa; † 5. Dezember 1987) war ein pakistanischer Diplomat.

## Leben
Mian Ziaud Din gehörte zur Ethnie der Kaka Kliel Paschtunen, studierte an der Islamia College University in Peschawar, Rechtswissenschaft in London und Betriebswirtschaft an der London School of Economics and Political Science. Er wurde Rechtsanwalt und war im Ständeverband Middle Temple organisiert. 1923 war er an einem Gericht in England zugelassen und eröffnete eine Anwaltskanzlei in Peschawar. Er war zeitweilig Vorsitzender der Standesvereinigung der Rechtsanwälte von Peschawar. Von 1926 bis 1931, 1935 und 1946 bis 1948 fungierte Mian Ziaud Din als Staatsanwalt im Bezirk Peschawar in Britisch-Indien. 1937 wurde er in die Provinzversammlung von Khyber Pakhtunkhwa gewählt und wurde Generalsekretär der Muslimliga in Khyber Pakhtunkhwa.
Nach der United Nations Security Council Resolution 1430 gehörte er ab 15. Februar 1950 der United Nations Commission for Eritrea in Asmara an.
Von 1956 bis März 1959 war er pakistanischer Hochkommissar in Neu-Delhi. Von 1960 bis 1961 war er pakistanischer Botschafter in Bonn.

## Veröffentlichungen
- Memoirs of a Pakistani Diplomat (Peschawar, 1976).